# 臨床実習
臨床実習（りんしょうじっしゅう、Bed Side Learning, BSL）とは、医療従事者を目指す学生が実際に患者と対面し、診察や実際の治療、カルテの書き方、コミュニケーションのとり方などを目の当たりにすることで臨床での患者とのやり取りを勉強するための授業の一環である。

## 概要
多くの場合、養成施設の最終学年を対象として行わせる（医学部・歯学部・獣医学部は4年生後期、もしくは5年生から行う）。主に有資格者である教員や研修生が学生に付いて指導や助言を行ったりする。また、国は実技試験を行わない資格試験についてはこれが実技試験の代わりの一つとしていて、そのため必ず臨床実習を行うよう通知している。この臨床実習の教員はいわば実技試験の試験官となっている。医学部や歯学部は附属病院での実習をさせたり、他の医療従事者も附属の実習施設で臨床実習を行ったりしている。医学部や歯学部は2年間臨床実習を行うが他の医療従事者は1年間で修了することが多い。
近年では、実際の医療機関に出向く臨地実習が主流となっている。

## 注意すべき点
患者が不快感を覚えるような容姿や言動は避けるべきであり、マナーはきちんと守る。例えば臨床実習中、他の学生と大声で私語をする。大きな声で挨拶をしない、話し方（問診の仕方）が横暴、早口、説明不足、礼儀知らず（敬語を使わない）、患者を侮辱する態度、身だしなみ（付け爪、マニキュア、化粧、香水、染髪、そりこみ、眉そりなど）がひどいなどといったことは絶対にしない。

## 問題点
各養成施設の教員が試験官となっているため、国家試験合格を優先するあまり学生の評価を甘く採点することがあり、その結果、卒業後、重大な医療事故につながりかねないといった懸念もある。